# Нахалат-Шива

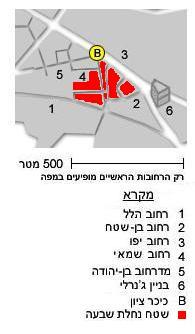
Карта району Нахалат-Шива: вулиця Гілеля (1), вулиця Бен-Сіра (2), вулиця Яффо (3), вулиця Шамай (4), вулиця Бен-Єгуди (5), будинок Дженералі (6) на площі Сіон

Нахалат-Шива (івр. נחלת שבעה) — колишній район в Єрусалимі. Це був третій квартал, побудований за стінами Старого міста Єрусалиму в 1860-х роках. Він вважається частиною більшого району Нахалот.

## Назва
«Нахала» (івр. נחלה) — івритом означає спадщину або маєток. «Нахалат-Шива» означає «Маєток семи», маючи на увазі сім засновників.

## Історія
Нахалат-Шива був третім житловим районом, побудованим за межами міських стін. Його заснували 1869 року сім єрусалимських сімей, які об'єднали свої кошти для покупки землі та зведення будинків. Існують дві різні історії про фактичний процес купівлі землі: Йосефа Рівліна та Йоеля Саломона. Рівлін стверджував, що зібрав гроші під час поїздки до Російської імперії в 1859 році, а Саломон стверджував, що це була його ідея. Було кинуто жеребкування, і засновник Йосеф Рівлін отримав право на зведення першого будинку в мікрорайоні. Іншими п'ятьма засновниками були Єгошуа Єлін, Міхаль Га-Коген, Біньямін Салант, Хаїм Га-Леві та Ар'є Лейб Горовіц. У 1873 році з Амстердама було завезено дійних корів, і в Нахалат-Шива було відкрито молокозавод. Того літа було відкрито каретне сполучення до Яффських воріт.
До 1875 року в Нахалат-Шива було 50 сімей. У 1918 році в Нахалат Шів'а проживала 861 людина і було 253 будинки.
Галерею Сафрай заснували в Нахалат-Шива в 1935 році.

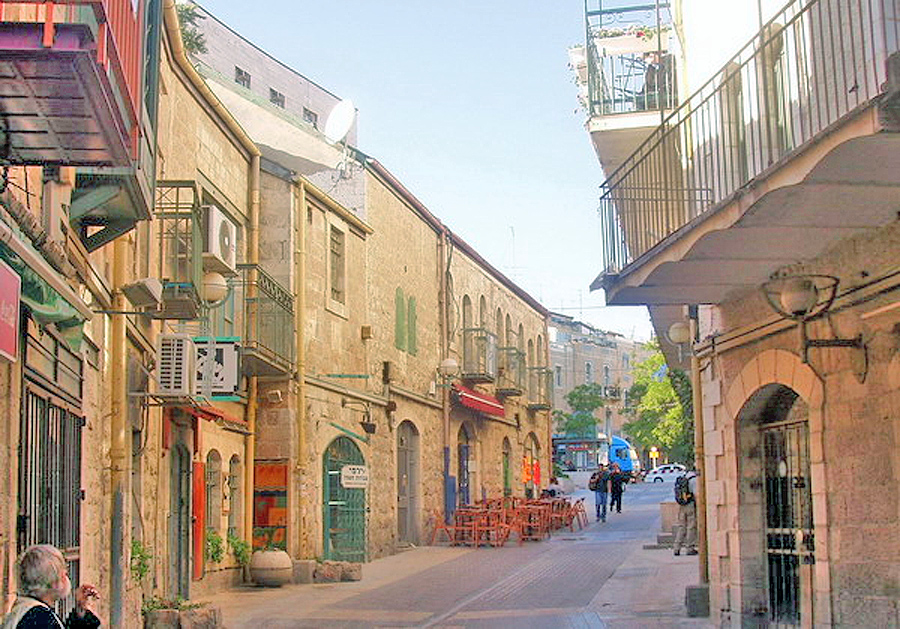
Вулиця Рівліна, Нахалат-Шива
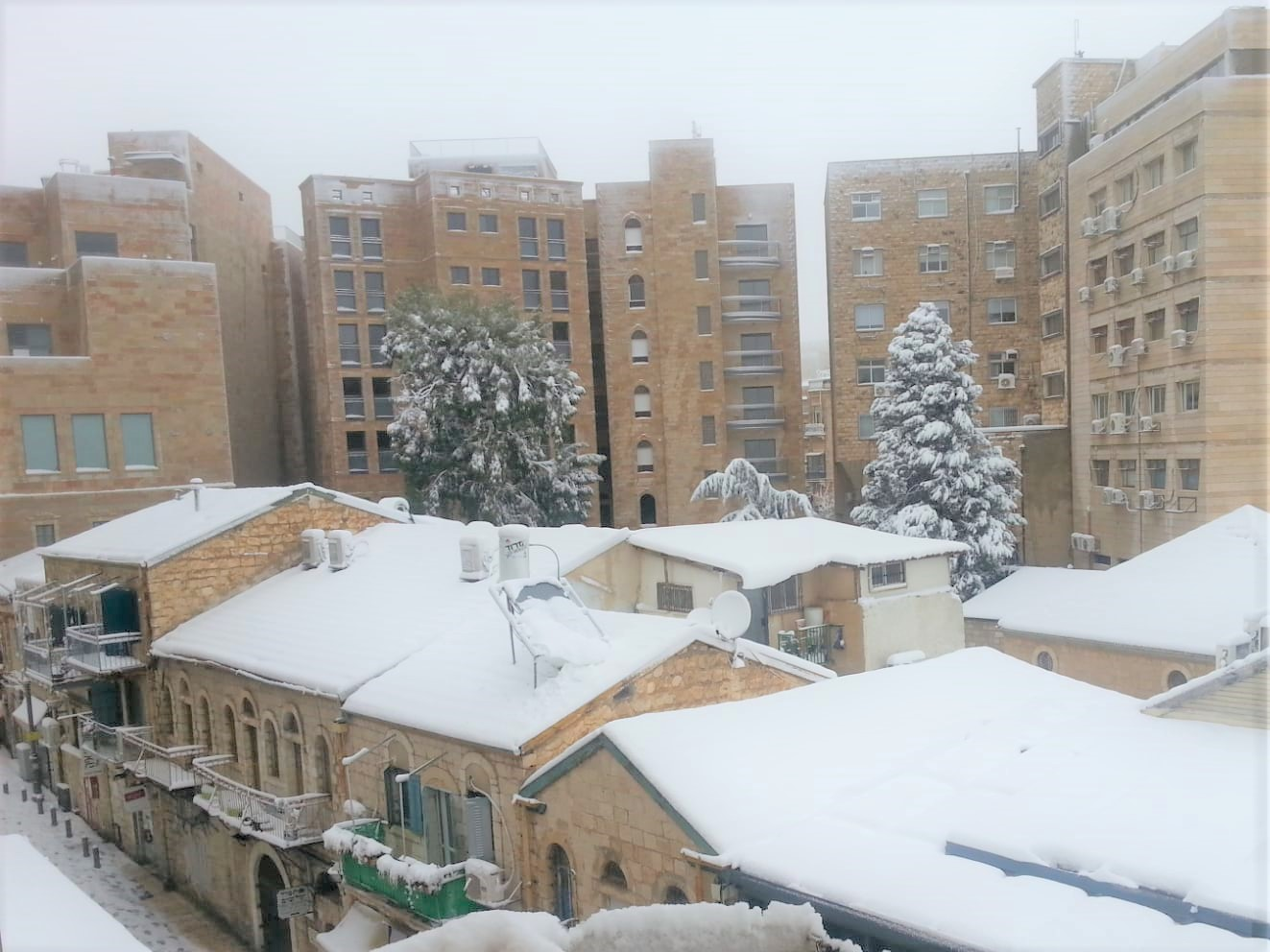
Вид на вулицю Йоеля Моше Соломона в снігу (лютий 2015 року)

## Пам'ятки культури
Музей друзів Сіону розташований у Нахалат-Шива; він вбудований у серію історичних кам'яних будинків району.

## Терористичні інциденти
9 жовтня 1994 року ХАМАС здійснив стрілянину в Нахалат-Шива, використовуючи двох перебіжчиків з Палестинської автономії Двоє людей загинули, 16 отримали поранення. У результаті нападу загинули 19-річний Мааян Леві та 35-річний Самір Муграбі..

## Виноски
1. ↑  ייסוד נחלת־שבעה וגידולה.
2. ↑  Beginnings of the New City
3. 1 2 3 4  Nahalat Shiva - One of the first neighborhoods outside the old city. fozmuseum. Friends of Zion Museum. Процитовано 13 січня 2020.
4. ↑  Where Heaven Touches Earth: Jerusalem From Medieval Times to the Present, Dovid Rossoff
5. ↑  Porat, Joan (11 грудня 1997). Huge Israeli art show at Wise explodes with color. The American Israelite.
6. ↑  Davidson, Susie (12 січня 2012). Israel gallery owner shows wide sweep of Jewish talent. Jewish Chronicle (Pittsburgh).
7. ↑  Terror in Jerusalem
8. ↑  Fatal Terrorist Attacks in Israel, Israel Ministry of Foreign Affairs